# Abbaye Sainte-Catherine de Stendal
 (décembre 2023).
L’abbaye Sainte-Catherine est une ancienne abbaye bénédictine à Stendal, en Allemagne.

## Histoire
L'abbaye est fondé en 1456 par l'électeur Frédéric II de Brandebourg en tant que couvent bénédictin. Après 1469, elle est également occupée par des augustiniennes, et plus tard également par des femmes bénédictines réformées.

### Source de la traduction
- (de) Cet article est partiellement ou en totalité issu de l’article de Wikipédia en allemand intitulé « Katharinenkloster (Stendal) » (voir la liste des auteurs).